# Pterotiltus finoti
Pterotiltus finoti är en insektsart som beskrevs av Dominique 1900. Pterotiltus finoti ingår i släktet Pterotiltus och familjen gräshoppor. Inga underarter finns listade i Catalogue of Life.